# Zanclea gilii
Zanclea gilii är en nässeldjursart som beskrevs av Boero, Bouillon och Gravili 2000. Zanclea gilii ingår i släktet Zanclea och familjen Zancleidae. Inga underarter finns listade i Catalogue of Life.